# Dragonder-Noord
Dragonder-Noord is een buurt in Veenendaal, in de Nederlandse provincie Utrecht. In 2022 had de buurt 4.610 inwoners. De naam "Dragonder" is zeer waarschijnlijk afkomstig van een grote boerderij die een paar kilometer buiten de buurt in het Binnenveld lag.
De buurt is tussen 1975 en 1978 tot stand gekomen en bestaat voornamelijk uit laagbouw. Het "moderne" woonconcept van hoogbouw, zoals werd toegepast in het aangrenzende Dragonder-Zuid en de Bijlmermeer bleek niet aan te slaan. Dragonder-Noord bestaat dan ook uit de reactie hierop: laagbouw met grillige straatpatronen, oftewel woonerven.
Wijken: Centrum · Noordoost · Zuidoost · Zuidwest · Noordwest · West

Buurten: Koopcentrum · Vijgendam en omgeving · Schrijverswijk · Beatrixstraat en omgeving · Dragonder-Noord · Dragonder-Oost · Dragonder-Zuid · Spitsbergen · Veenendaal-Oost · Engelenburg · Boslaan en omgeving · Petenbos-West · Petenbos-Oost · De Groene Velden · 't Goeie Spoor en omgeving · Franse Gat · Salamander · Molenbrug · 't Hoorntje · De Pol · De Gelderse Blom · Oudeveen en De Schans en omgeving · Componistenbuurt · Vogelbuurt · Schepenbuurt · Dichtersbuurt
Industriegebieden: Het Ambacht · Nijverkamp · De Faktorij en De Vendel · De Compagnie · De Compagnie-Oost · De Batterijen
Buitengebieden: Fort Buurtsteeg · Bezuiden de Dijkstraat · De Blauwe Hel · Bezuiden de Middelbuurtseweg
Utrecht · Plaatsen in de provincie      Nederland · Provincies · Gemeenten